# 张学武 (1954年)
张学武（1954年—），男，汉族，中华人民共和国政治人物，曾任香港中旅有限公司董事长、党委书记，第十一届全国政协委员。

## 生平
2008年，当选第十一届全国政协委员，代表经济界，分入第三十七组。